# Léry (Quebec)
Léry es una ciudad de la provincia de Quebec, Canadá. Es una de las ciudades que conforman la Comunidad metropolitana de Montreal y se encuentra en el municipio regional de condado de Roussillon y a su vez, en la región del Vallée-du-Haut-Saint-Laurent en Montérégie. Hace parte de las circunscripciones electorales de Châteauguay a nivel provincial y de Châteauguay−Saint-Constant a nivel federal.

## Geografía
Léry se encuentra ubicada en las coordenadas 45°21′00″N 73°48′00″O / 45.35000, -73.80000. Según Statistique Canada, tiene una superficie total de 10,57 km² y es una de las 1135 municipalidades en las que está dividido administrativamente el territorio de la provincia de Quebec.

## Demografía
Según el censo de 2011, había 2307 personas residiendo en esta ciudad con una densidad poblacional de 218,2 hab./km². Los datos del censo mostraron que de las 2385 personas censadas en 2006, en 2011 hubo una disminución poblacional de 78 habitantes (-3,3%). El número total de inmuebles particulares resultó de 1037 con una densidad de 98,11 inmuebles por km². El número total de viviendas particulares que se encontraban ocupadas por residentes habituales fue de 967.